# Tilopa
Tilopa, född 988, död 1069, var en indisk man som var en av de många ansedda grundarna till den tibetanska buddhistiska inriktningen kagyu.

## Biografi
Enligt en traditionell biografi var hans föräldrar av hög samhällsklass och tillhörde den hinduiska kasten brahmin. De levde i Jago i Sahor i östra Indien.
Tilopa blev som ung man munk, men fick en dag en vision av en dakini som instruerade honom att bete sig som en galning och utöva buddhismen i hemlighet. Genom att bete sig som en galning blev han utstött av hindusamhället, och kunde på detta sätt lämna det konventionellt egoistiska livet.
Han undervisades av många lärare och instruerades av dakinin att flytta till Bengalen för att bli betjänt hos en prosituterad under nätterna, och krossa sesamfrön under dagarna. I denna livssituation mediterade han mycket under många år. Till slut bestämde han sig för att ägna all sin tid åt buddhismen, och därefter mötte han i en vision buddhan Vajradhara, som han fick mycket avancerad lärdom av. Några lärdomar som Tilopa lärde sig av buddhan Vajradhara eller de övriga lärarna han hade under sin levnadstid var bland annat mahamudra och några av Naropas sex yogatyper. Hans huvudsakliga lärjunge var Naropa.